# Eotetranychus roedereri
Eotetranychus roedereri är en spindeldjursart som beskrevs av Gutierrez 1967. Eotetranychus roedereri ingår i släktet Eotetranychus och familjen Tetranychidae. Inga underarter finns listade i Catalogue of Life.